# Senecio kongboensis
Senecio kongboensis là một loài thực vật có hoa trong họ Cúc. Loài này được Ludlow miêu tả khoa học đầu tiên năm 1976.